# 샹산현
샹산현(한국어: 상산현, 중국어: 象山县, 병음: Xiāngshān Xiàn)은 중화인민공화국 저장성 닝보시의 현급 행정구역이다. 넓이는 1172km2이고, 인구는 2007년 기준으로 530,000명이다.

## 기후
연평균 기온은 16.5°C이고 연평균 강수량은 1496mm이다.

## 행정 구역
3개 가도, 10개 진, 5개 향을 관할한다.
- 가도: 丹东街道, 丹西街道, 爵溪街道.
- 진: 石浦镇, 西周镇, 贤庠镇, 墙头镇, 涂茨镇, 大徐镇, 泗洲头镇, 定塘镇, 新桥镇, 鹤浦镇.
- 향: 黄避岙乡, 茅洋乡, 东陈乡, 高塘岛乡, 晓塘乡.